# Gunnar Arvidson
Gunnar Samuel Arvidson, född 22 april 1924 i S:t Matteus församling i Stockholm, död 7 februari 2003 i Skarpnäcks församling, Stockholms län, var en svensk journalist, programledare och författare. 
Gunnar Arvidson inledde sin yrkesbana som skrivande journalist och arbetade under 1950-talet som korrespondent i Paris åt Dagens Nyheter. År 1964 kom han till Sveriges Radio-TV där han började som reporter på det samhällskritiska programmet Focus. Under en kort period i slutet av 1960-talet var han en av två chefredaktörer på Aftonbladet. 
På 1980-talet var han bosatt i Sundsvall och blev en folkkär TV-profil genom sitt programledarskap för Café Sundsvall. Han ledde även program som Mitt i naturen, Sommar i parken och litteraturprogrammet Läslustan. Några andra populära program som han medverkade i var Sveriges magasin 1973–1978, Mitt i middan 1981–1989 och för TV3 gjorde han mediemagasinet Stoppa pressarna 1989. Han var även en av skribenterna bakom pseudonymen Fabian i veckotidningen Allers. 
Efter pensioneringen var han verksam som skribent bland annat i tidskriften Jury. Två år i rad, 1986 och 1987, blev han utsedd av Aftonbladets läsare till årets svenska manliga TV-personlighet.
Arvidson gifte sig 12 augusti 1952 med Siv Ingrid Elisabet (född 19 maj 1928 i Jakobs församling i Stockholm, död 15 mars 1994 i Enskede, Stockholm). Han är gravsatt i minneslunden på Skogskyrkogården i Stockholm.